# Oswaldo Henríquez
Oswaldo José Henríquez Bocanegra (Santa Marta, 10 marzo 1989) è un calciatore colombiano, difensore del Villa Nova.

## Caratteristiche tecniche
È un difensore centrale.

## Carriera
È cresciuto nelle giovanili del Millonarios.